# Ma Jin
Ma Jin (chiń. upr. 马晋; chiń. trad. 馬晉; pinyin Mǎ Jìn; ur. 7 maja 1988 w Nantong) – chińska badmintonistka.

## Kariera
Dwukrotnie reprezentowała swój kraj na igrzyskach olimpijskich, w obu występach brała udział w rywalizacji mikstów i jednocześnie partnerował jej Xu Chen. Podczas igrzysk w Londynie wywalczyła srebrny medal, na igrzyskach w Rio de Janeiro chiński duet przegrał mecz o brązowy medal.
W swej karierze zdobywała liczne medale:
- mistrzostw świata (2009: brąz w deblu, 2010: srebro w deblu i złoto w mikście, 2011: brąz w mikście, 2013: srebro w mikście, 2014: srebro w mikście, 2015: brąz w mikście);
- mistrzostw Azji (2009: złoto w deblu i brąz w mikście[1], 2011: srebro w mikście, 2012: srebro w mikście, 2013: srebro w deblu, 2015: złoto w deblu i brąz w mikście);
- igrzysk azjatyckich (2010: złoto w drużynie i brąz w mikście, 2014: złoto w drużynie i brąz w mikście).